# Fieseler Fi 156
Fieseler Fi 156 Storch ("čáp") byl německým jednomotorovým spojovacím a průzkumným letounem, který se vyráběl před i během druhé světové války. Zůstává slavný díky svým schopnostem STOL (krátký vzlet i přistání); pozdější varianty stavěné po válce ve Francii jsou běžně k vidění na leteckých přehlídkách.

## Vývoj

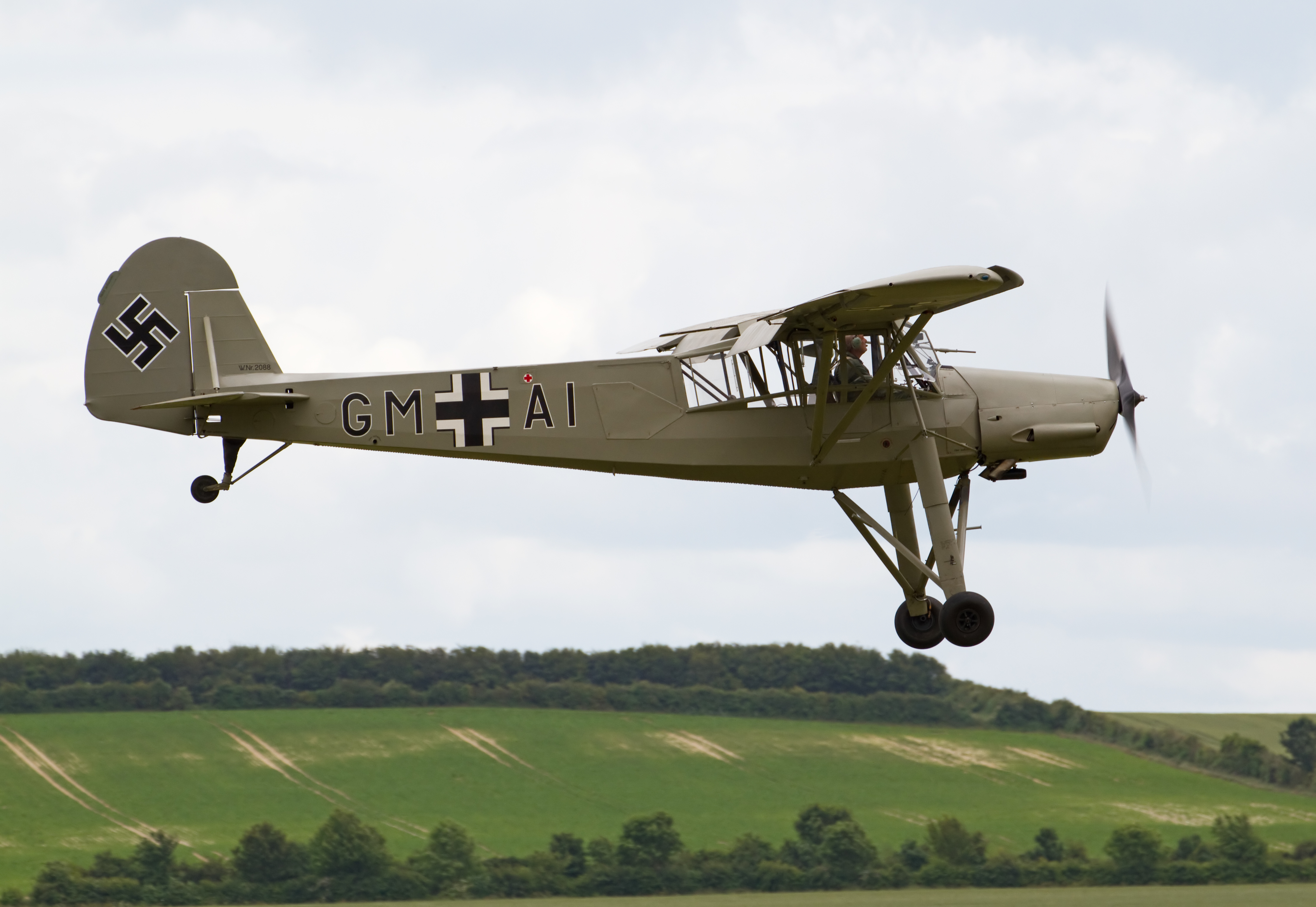
Storch (GM+AI) v letu, 2012

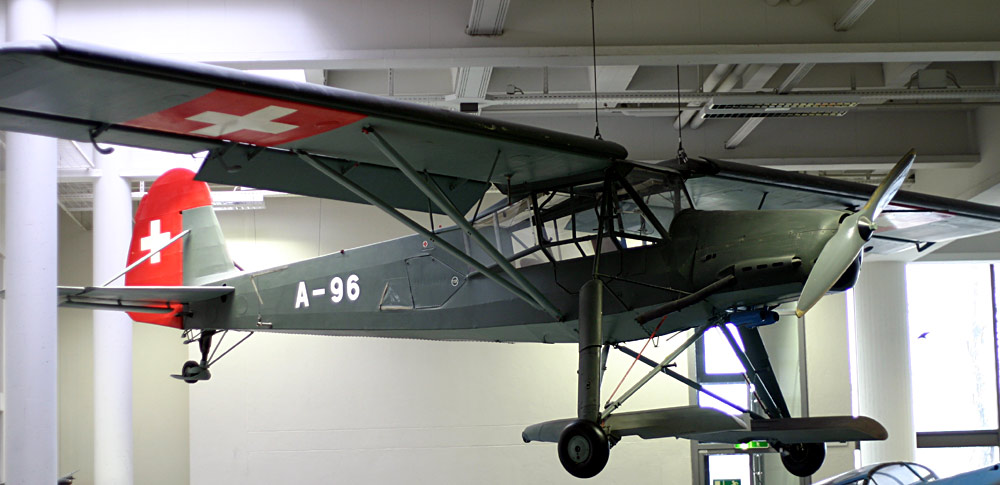
Švýcarský Fi 156 C-1 (Werk-Nr.4299, A-96)

Vývoj typu začal v roce 1934 z iniciativy hlavního konstruktéra letounu Rheinholda Mewese, přičemž letoun se stal i reakcí firmy Fieseler na výzvu Říšského ministerstva letectví na vývoj nového spojovacího letounu. První prototyp Fi 156 V1 (D-IKVN) vzlétl 10. května 1936 pilotován Gerhardtem Fieselerem a byl poháněn vidlicovým 8válcem Argus As 10C o výkonu 240 k (180 kW). Letoun tak mohl letět maximální rychlostí pouhých 175 km/h. Mohl však letět i rychlostí 50 km/h, a tak při mírném větru dokázal vzlétnout méně než na 45 metrech a přistát na 18 metrech. První prototyp následoval ještě druhý prototyp Fi 156 V2 (D-IDVS) s kovovou vrtulí a třetí prototyp s plnou vojenskou výbavou Fi 156 V3 (D-IGLI).
Počátkem roku 1937 byl zkoušen další prototyp Fi 156 V4 (D-IFMR), který byl opatřen lyžovým podvozkem a prošel testy v zimních podmínkách.
Prototyp Fieseleru zvítězil ve zkouškách s konkurenčními typy Bf 163, Siebel Si 201 a vírníkem Focke-Wulf Fw 186. Luftwaffe nejprve objednala 10 předsériových kusů Fi 156 A-0 vyráběných podle vzoru Fi 156 V5 (D-IYZQ), které do služby vstoupily roku 1937, přičemž byly pozitivně přijaty. Na ně navázala sériová výroba. První sériové kusy Fi 156 A-1 jednotky převzaly na přelomu let 1937–1938.
Koncem roku 1938 započala výroba verze Fi 156 C-0 s obrannou střeleckou výzbrojí a několika malými úpravami, naopak následující varianta Fi 156 C-1 určená k dopravě vyšších štábních důstojníků a jako spojovací nenesla výzbroj žádnou.
Dvoumístný typ Fi 156 C-2 byl opět vybaven kulometem MG 15 a mohl nést fotografický přístroj. Byl sériově vyráběn od roku 1939 a používán letkami frontového taktického průzkumu.
Víceúčelová varianta Fi 156 C-3 z roku 1940 byla určená zejména pro taktický průzkum, spojovací, záchranné a sanitní lety. Fi 156 C-5 podobné konstrukce poháněly motory Argus As 10P, pod trup mohl být zavěšen kontejner s fotografickým přístrojem, nebo odhazovatelná přídavná palivová nádrž prodlužující dolet na 1 000 km. Obě tyto verze se v Africe používaly pod označením Fi 156 C-3/Trop a C-5/Trop. Byly vybaveny protiprachovými filtry a výbavou umožňující přežití v poušti při nouzovém přistání.
Na podzim 1941 byla zahájena produkce předsériových Fi 156 D-0, krátce nato následovala verze D-1. "Déčka" byla charakteristická zvětšeným zavazadlovým prostorem za pilotní kabinou a zvětšenými nákladovými dveřmi. Koncem roku 1941 byla rovněž vyrobena desetikusová série Fi 156 E-0 se dvěma páry kol, které byly spojeny pružnými gumovými pásy. Tento nekonvenční podvozek umožňoval start i přistání ve velmi těžkém terénu.

## Konstrukce
Letoun je jednomotorový, dvou až třímístný vzpěrový hornoplošník smíšené konstrukce s dvoukolým, velmi vysokým záďovým podvozkem klasického typu. Dvoudílné křídlo bylo před náběžnou hranou opatřeno pevným slotem a vzadu velkými štěrbinovými vztlakovými klapkami; při jejich sklápění se úměrně vychylovala i křidélka. Při transportu se daly poloviny křídla sklopit podél trupu.

## Výroba

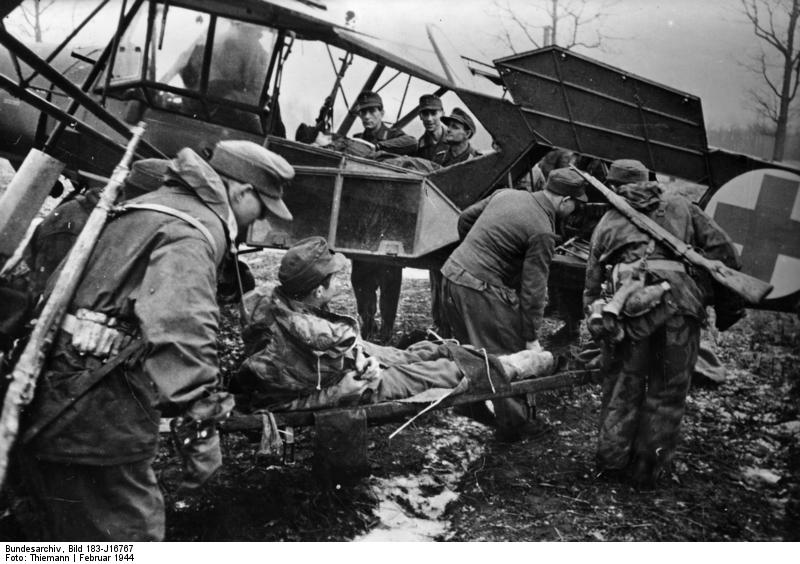
Nakládání raněných, východní fronta, 1944

Mezi lety 1937 a 1945 se vyrobilo okolo 2900 ks; když hlavní z továren Fieseler v roce 1943 přeměnila výrobu na typ Bf 109, byla výroba přesunuta do továrny Beneš-Mráz v Chocni. Mnoho letadel se také od roku 1942 vyrobilo v obsazené továrně Morane-Saulnier v Puteaux ve Francii, po válce jako MS.500 Criquet s původním německým motorem Argus, MS-501 s francouzským řadovým motorem Renault, MS-502, MS-504 a MS-505 s hvězdicovými motory Salmson 9ABb o výkonu 172 kW a Jacobs R-775-A2 o výkonu 227 kW. Také továrna v Chocni po válce pokračovala ve výrobě (v Československu jako K-65 Čáp; do roku 1949 bylo vyrobeno okolo 138 ks).

## Operační nasazení
Šest kusů první sériové verze Fi-156 A-1 bylo v roce 1938 odesláno k německé Legii Condor pro vyzkoušení v bojových podmínkách občanské války ve Španělsku.
Široce byl typ Německem používán během druhé světové války.
K nejznámějším nasazením patří vysvobození Benita Mussoliniho z hotelu na Gran Sasso, kde byl vězněn (operace Eiche). Stroj Fi 156 C-5 nesl označení SJ+LL.
K vlastní potřebě měl Storcha k dispozici i Erwin Rommel.

## Uživatelé

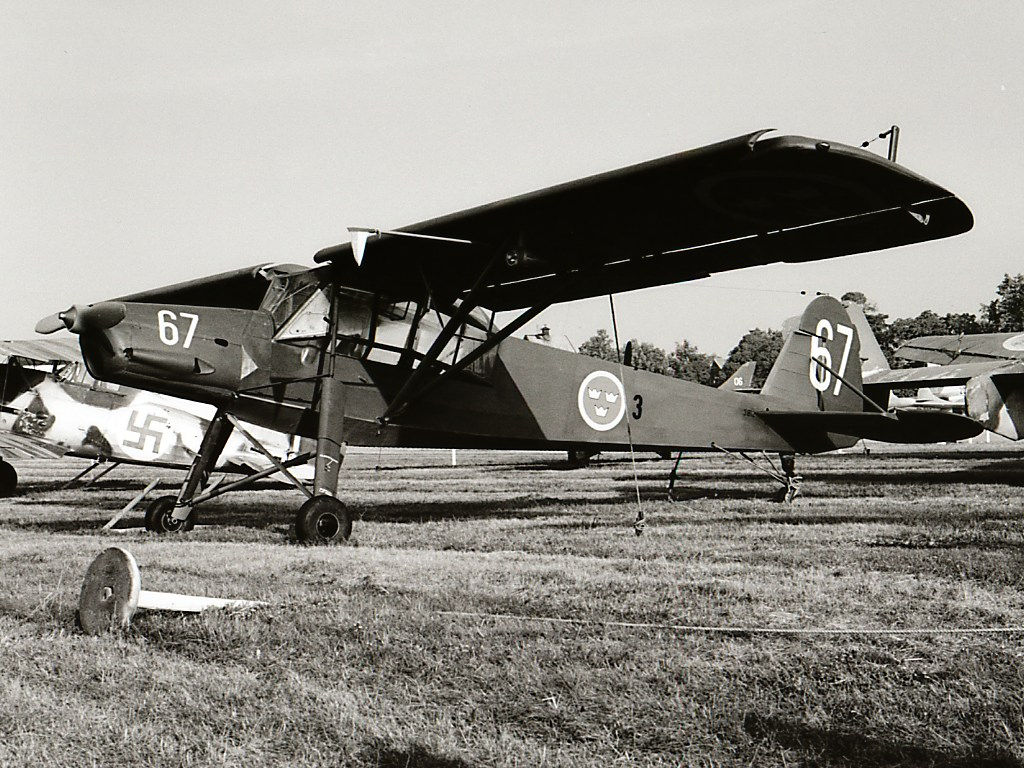
Fieseler Fi 156 (S 14), Flygvapnet

- Luftwaffe, Bulharsko, Francie (po válce), Maďarsko, Rumunsko, Jugoslávie, Československé letectvo (po válce), Finské letectvo, Regia Aeronautica, Rumunsko, Slovenské vzdušné zbraně, Španělsko, Švédské letectvo (po válce), Švýcarské vzdušné síly, Sovětský svaz.

## Specifikace

### Technické údaje
- Posádka: 2–3 (1 × pilot)[1]
- Rozpětí: 14,25 m[1]
- Délka: 9,9 m[1]
- Výška: 3,0 m[1]
- Nosná plocha: 26 m²
- Plošné zatížení: 48,5 kg/m²
- Hmotnost prázdného letounu: 930 kg[1]
- Vzletová hmotnost: 1 320 kg[1]
- Pohonná jednotka: 1× zážehový čtyřdobý vzduchem chlazený invertní vidlicový osmiválec Argus As 10
- Výkon motoru: 240 k (180 kW)

### Výkony
- Maximální rychlost: 175 km/h ve výšce 300 m
- Dostup: 4 500 m[1]
- Stoupavost: 290 m/min
- Dolet: 380 km[1]
- Poměr výkon/hmotnost: 143 W/kg

### Výzbroj
- 1× kulomet MG 15 ráže 7,9 mm (někdy)